# Adam Zagajewski
Adam Zagajewski (ur. 21 czerwca 1945 we Lwowie, zm. 21 marca 2021 w Krakowie) – polski poeta, eseista, prozaik, przedstawiciel pokolenia Nowej Fali, sygnatariusz Listu 59 (1975), od 1976 objęty cenzurą, w latach 1982–2002 na emigracji we Francji, od 1983 redaktor „Zeszytów Literackich”; laureat Nagrody Fundacji im. Kościelskich (1975), Międzynarodowej Nagrody Neustadt w dziedzinie literatury (2004) i Nagrody Księżnej Asturii (2017), w latach 1973–1983 członek Związku Literatów Polskich, od 1979 członek Polskiego PEN Clubu, od 2006 członek czynny Polskiej Akademii Umiejętności; nauczyciel akademicki, tłumacz literacki.

## Życiorys
Urodził się 21 czerwca 1945 we Lwowie. W tym samym roku, na skutek wysiedlenia Polaków ze Lwowa, rodzina przeniosła się do Gliwic. W Gliwicach ukończył V Liceum Ogólnokształcące, a następnie na Uniwersytecie Jagiellońskim studiował psychologię (magisterium w 1968) i filozofię (magisterium w 1970). Do 1975 był wykładowcą filozofii na Akademii Górniczo-Hutniczej w Krakowie.
Związany był z poetyckim ruchem Nowej Fali w Krakowie. Wywodził się z programu Grupy „Teraz”. W 1974, wspólnie z Julianem Kornhauserem, opublikował książkę Świat nie przedstawiony, analizę obrazu polskiej literatury lat 60. i 70., która wywołała ożywioną reakcję w świecie literackim, stała się manifestem nowych tendencji w polskiej literaturze powojennej.
Po podpisaniu Listu 59 w 1975 był objęty zakazem druku. W 1978 podpisał deklarację założycielską Towarzystwa Kursów Naukowych i był jego wykładowcą. 23 sierpnia 1980 roku dołączył do Apelu 64 uczonych, pisarzy i publicystów do władz komunistycznych o podjęcie dialogu ze strajkującymi robotnikami. Od 1981 roku mieszkał w Paryżu, a od 2002 na stałe w Krakowie. Był członkiem redakcji kwartalnika „Zeszyty Literackie”. Laureat Nagrody Vilenica z 1996 i Nagrody Adenauera z 2002. Do sierpnia 2020 był członkiem Stowarzyszenia Pisarzy Polskich. Prowadził gościnnie warsztaty poetyckie w Studium Literacko-Artystycznym na Uniwersytecie Jagiellońskim w Krakowie. Wykładał w Committee on Social Thought na University of Chicago oraz jako profesor wizytujący na University of Houston.
Został członkiem honorowego komitetu poparcia Bronisława Komorowskiego przed wyborami prezydenckimi w Polsce w 2015 roku.
Zmarł 21 marca 2021 w Krakowie. Został pochowany 10 października 2021 w Panteonie Narodowym w Krakowie.

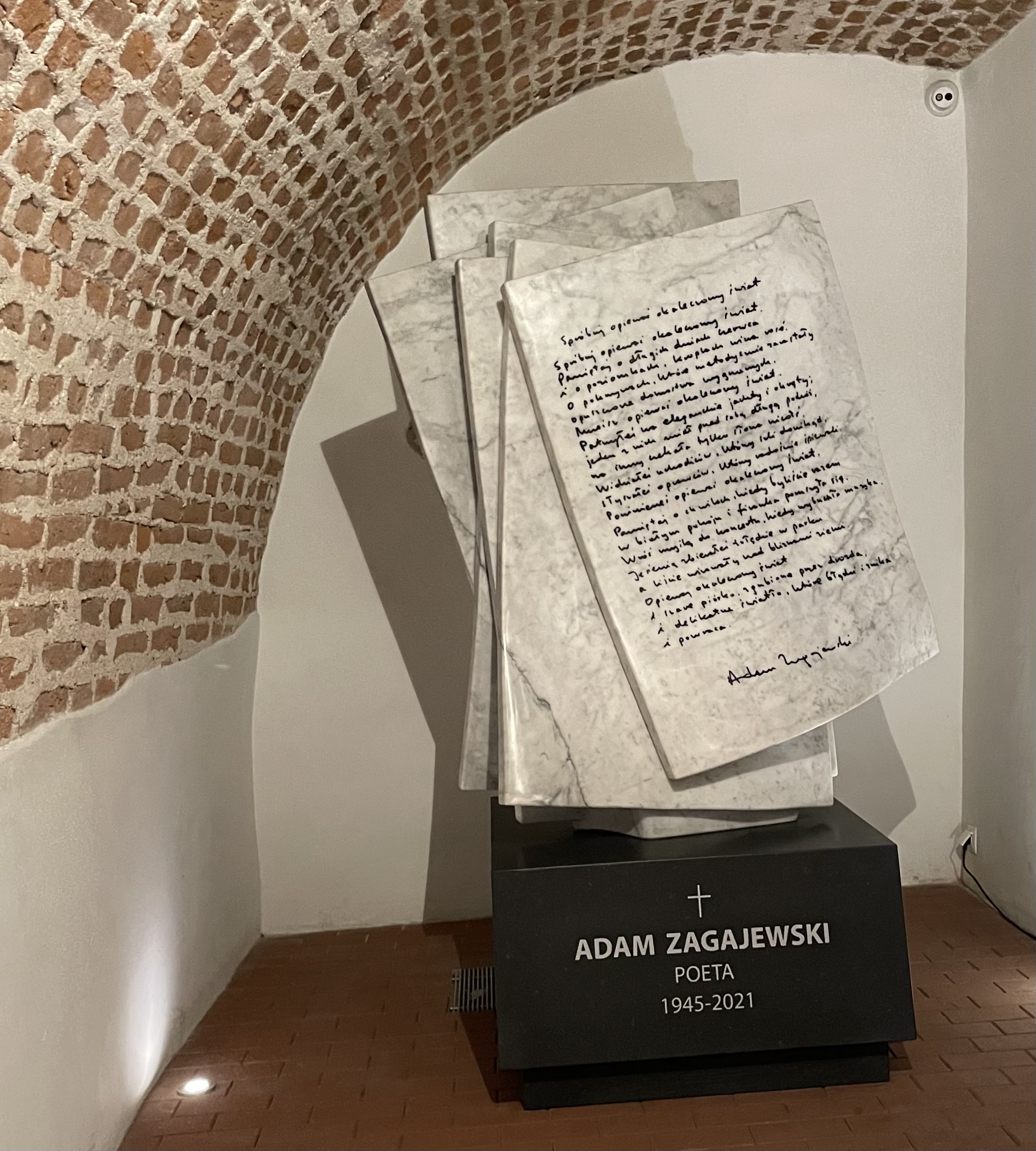
Sarkofag Adama Zagajewskiego w Panteonie Narodowym w kościele Świętych Apostołów Piotra i Pawła w Krakowie (2021)

## Życie prywatne
Był wnukiem Karola Zagajewskiego, nauczyciela i przed 1939 naczelnika wydziału w Kuratorium Okręgu Szkolnego Lwowskiego, synem prof. Tadeusza Zagajewskiego (1912-2010) i Ludwiki Zagajewskiej (1910-1991) z Turskich, a także mężem aktorki i tłumaczki Mai Wodeckiej. Razem z żoną wrócili na stałe do Polski w 2002. Mieszkali w Krakowie.

## Twórczość
Tworzył niemal wyłącznie wiersze białe i wolne. Przy tym definiował poezję jako sztukę przetwarzania i układania wyrażeń myślowych. Nie ma w poezji Zagajewskiego niemal żadnych asyndetonów, neologizmów czy zniekształceń słownych, natomiast bardzo ważną rolę odgrywa tajemnica wpisana w przeżywanie współczesności. Oddalony od tradycji „tłumaczenia muzyki” na słowa, zajmował się tylko jej sensem, bardzo często starając się wyrazić nie sam utwór muzyczny, ale cechę takiego utworu. Był miłośnikiem Chopina, Bacha, Szostakowicza i Mahlera. W jego poezji znajdują się także nawiązania do mityzacji rzeczywistości i epifanii. Był także eseistą.

### Poezja
- Komunikat, Kraków 1972
- Sklepy mięsne, Kraków 1975
- List. Oda do wielości, Paryż 1983
- Jechać do Lwowa, Londyn 1985
- Płótno, Paryż 1990
- Ziemia ognista, Poznań 1994

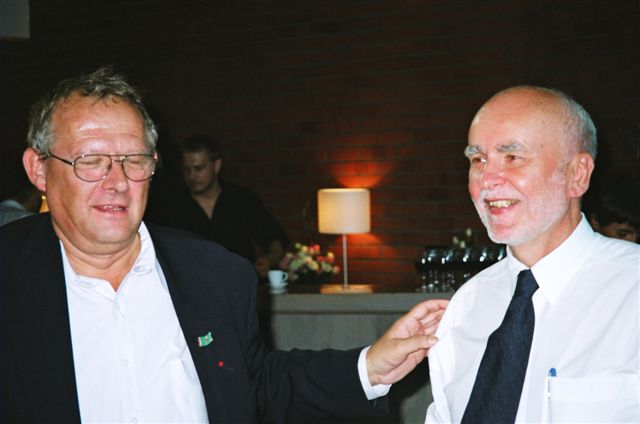
Adam Michnik i Adam Zagajewski (2004)

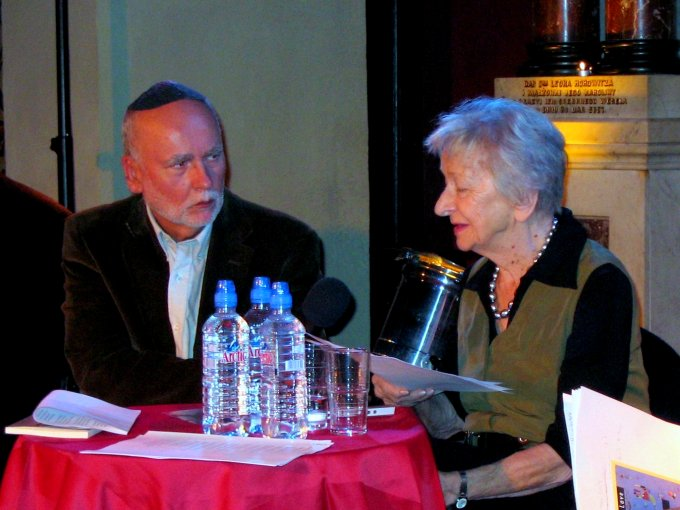
Adam Zagajewski i Wisława Szymborska (2005)

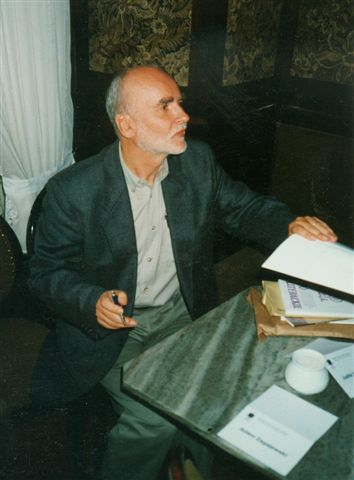
Adam Zagajewski (1997)

- Trzej aniołowie / Three Angels, Kraków 1998 (wybrane wiersze)
- Późne święta, Warszawa 1998 (wybrane wiersze)
- Pragnienie, Kraków 1999
- Spróbuj opiewać okaleczony świat, Nowy Jork 2001[16]
- Powrót, Kraków 2003
- Anteny, Kraków 2005 (maj 2006 r.)
- Niewidzialna ręka, Kraków 2009
- Wiersze wybrane, Kraków 2010, 2014, 2018
- Asymetria, Kraków 2014
- Lotnisko w Amsterdamie / Airport in Amsterdam, Kraków 2016 (wybrane wiersze)
- Prawdziwe życie, Kraków 2019

### Powieści i proza
- Ciepło, zimno, Warszawa, 1975
- Słuch absolutny, Kraków, 1979
- Cienka kreska, Kraków, 1983

### Eseje
- Świat nie przedstawiony, Kraków 1974
- Drugi oddech, Kraków 1978
- Solidarność i samotność, Kraków 1986
- Dwa miasta, Paryż-Kraków 1991
- W cudzym pięknie, Poznań 1998
- Obrona żarliwości, Kraków 2002
- Poeta rozmawia z filozofem, Warszawa 2007
- Lekka przesada, Kraków 2011
- Poezja dla początkujących, Warszawa 2017
- Substancja nieuporządkowana, Kraków 2019

### Przekłady
- Mircea Eliade – Religia, literatura i komunizm: dziennik emigranta
- Raymond Aron – Widz i uczestnik: z Raymondem Aronem rozmawiają Jean-Louis Missika i Dominique Wolton

### Muzyka do wierszy Zagajewskiego
- 2006: Sebastian Krajewski – Dyptyk Polski i Łąki Burgundii na sopran i zespół instrumentów dawnych[17]
- 2010: Krzysztof Meyer – Sinfonia da requiem (nr 8) na chór i orkiestrę symfoniczną[18]
- 2015: Włodek Pawlik – Mów spokojniej – Zagajewski & Pawlik

## Nagrody i nominacje

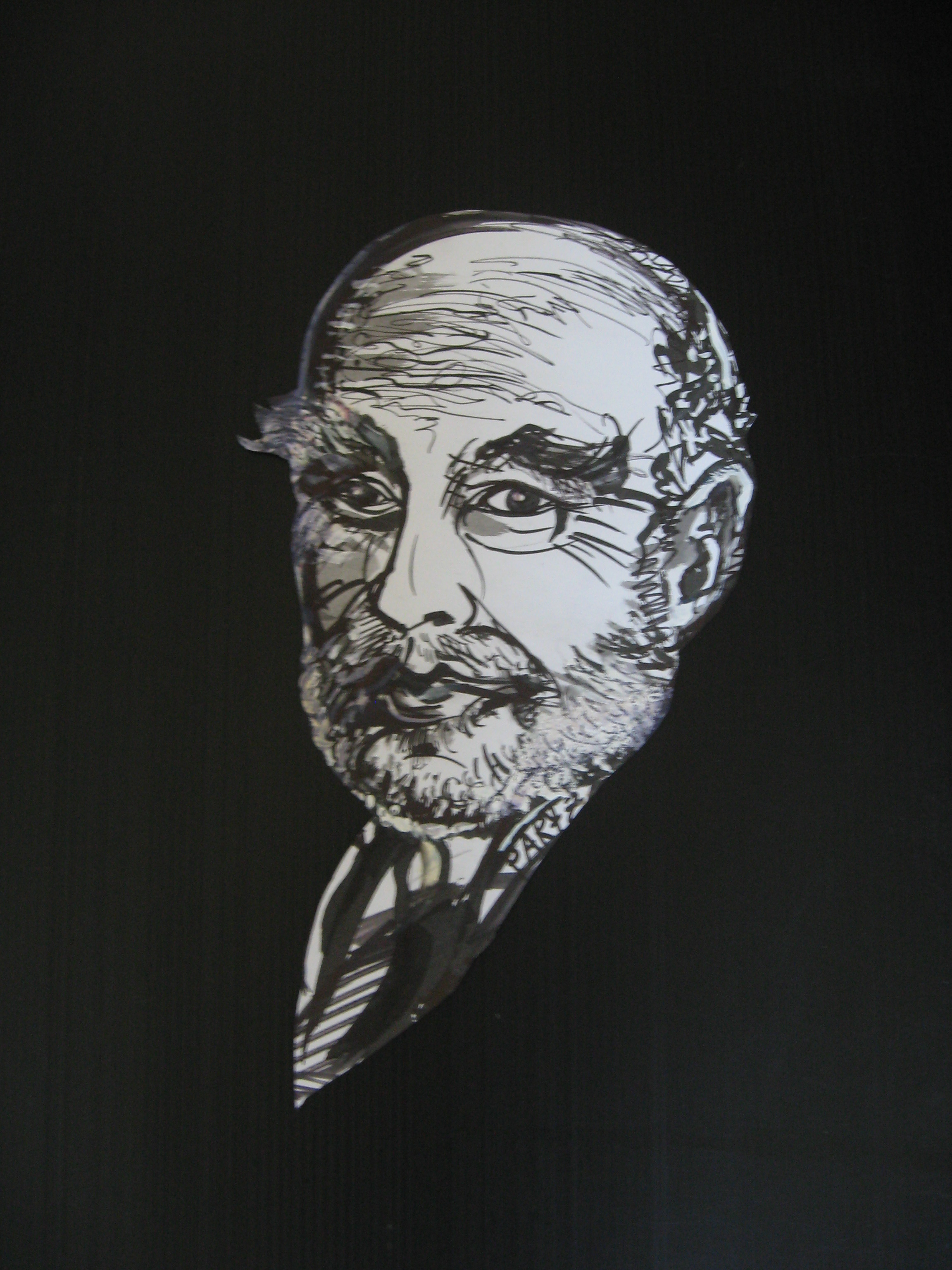
Portret autorstwa Zbigniewa Kresowatego

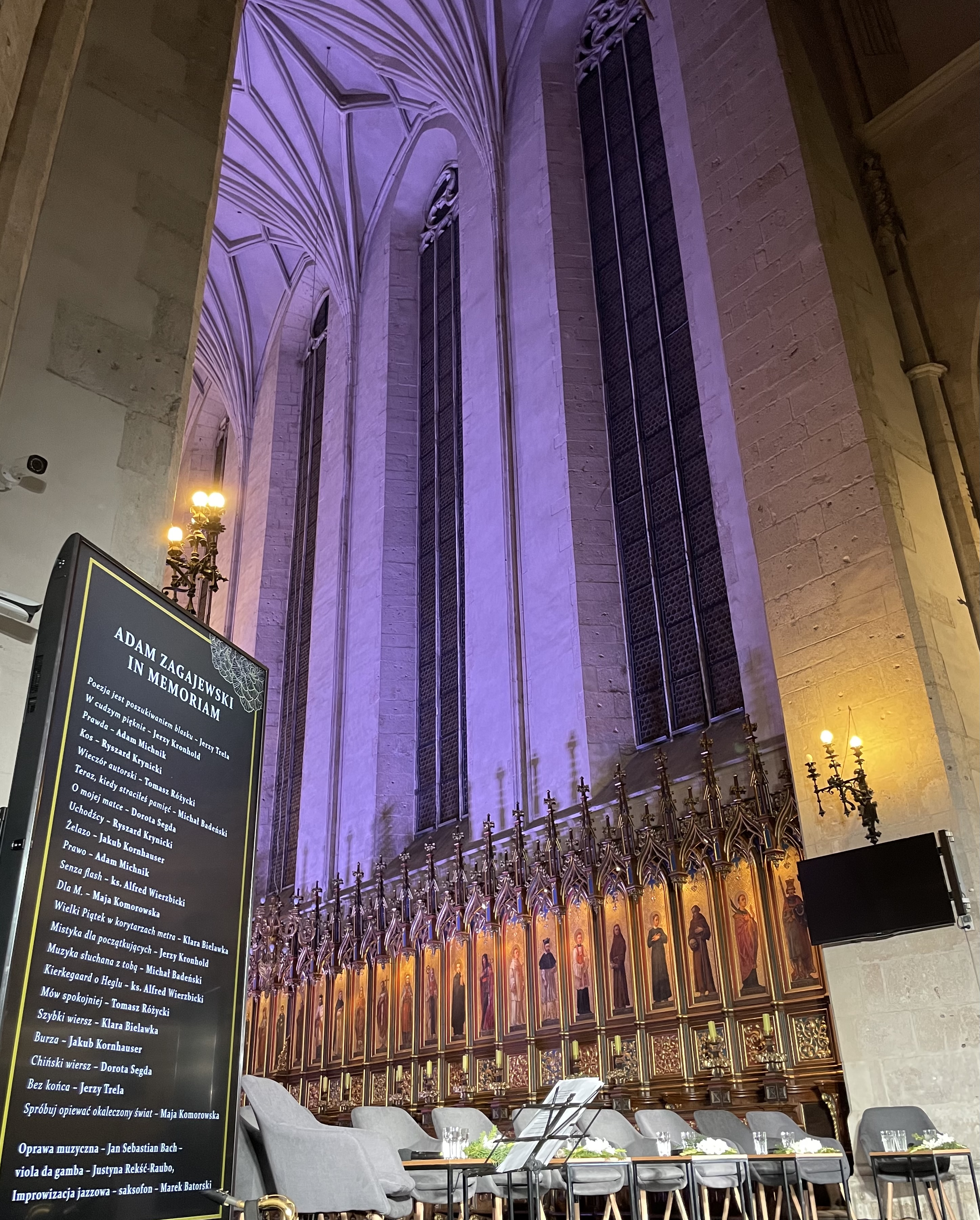
Wieczór poezji Adama Zagajewskiego w kościele OO. Augustianów w Krakowie, 9 października 2021

- 1975 – Nagroda Fundacji im. Kościelskich, Genewa
- 1985 – Nagroda im. Kurta Tucholsky’ego, Sztokholm
- 1986 – Nagroda im. Andrzeja Kijowskiego, Warszawa
- 1987 – Prix de la Liberté, Paryż
- 1996 – Nagroda Vilenica
- 1999 – finał Nagrody Literackiej Nike za W cudzym pięknie[19]
- 2000 – finał Nagrody Literackiej Nike za Pragnienie[20]
- 2003 – Krakowska Książka Miesiąca za tomik Powrót.
- 2004 – Międzynarodowa Nagroda Literacka Neustadt (USA) zwana „Małym Noblem”
- 2005 – Nagroda Literacka Spychera[21]
- 2006 – nominacja do Śląskiego Wawrzynu Literackiego za Anteny
- 2006 – nominacja do Nagrody Literackiej Nike za Anteny[22]
- 2010 – Europejska Nagroda Poetycka, przyznawana przez Fundację Cassamarca z Treviso[23].
- 2012 – Doktor honoris causa Uniwersytetu Jagiellońskiego[24].
- 2013 – Chińska Nagroda Literacka Zhongkun (chiński Nobel)[25]
- 2014 – Nagroda Literacka im. Eichendorffa przyznawana przez Krąg Wangen – „Stowarzyszenie Literatury i Sztuki Wschodu”[26]
- 2015 – Nagroda Heinricha Manna (Heinrich-Mann-Preis) przyznawana przez Berlińską Akademię Sztuk[27], Nagroda Polskiego PEN Clubu im. Jana Parandowskiego[28].
- 2015 – nominacja do Nagrody Poetyckiej Orfeusz za tom Asymetria[29]
- 2015 – nominacja do Nagrody Literackiej Nike za tom Asymetria[30]
- 2016 – Nagroda im. Jeana Amery’ego (Jean-Amery-Preis) za eseje[31]
- 2016 – Griffin Prize (The Griffin Trust For Excellence In Poetry Lifetime Recognition Award) za całokształt twórczości[32]
- 2017 – Nagroda Księżnej Asturii w dziedzinie Literatury (Hiszpania)[33][34]
- 2018 – nominacja do Nagrody Literackiej Nike za esej Poezja dla początkujących[35]
- 2019 – Krakowska Książka Miesiąca za tom Prawdziwe życie i zbiór Substancja nieuporządkowana
- 2020 – nominacja do Nagrody Literackiej Nike za zbiór Substancja nieuporządkowana[36]

## Ordery i odznaczenia
- Krzyż Komandorski Orderu Odrodzenia Polski – 2012 za wybitne osiągnięcia w pracy twórczej oraz działalności publicystycznej i wydawniczej, za zasługi w popularyzowaniu literatury[37][38]
- Krzyż Oficerski Orderu Odrodzenia Polski – 2007[39][40][41]. Uroczystość wręczenia odznaczenia miała miejsce rok później: 30 czerwca 2008[42].
- Brązowy Krzyż Zasługi – 1998[43].
- Złoty Medal „Zasłużony Kulturze Gloria Artis” – 2005 (w dziedzinie literatura)[44]
- Kawaler Orderu Legii Honorowej (Francja) – 2016 za szerzenie wartości, których broni Francja[45]
- Order Pour le Mérite za Naukę i Sztukę (Niemcy) – 2019[46]

## Upamiętnienie

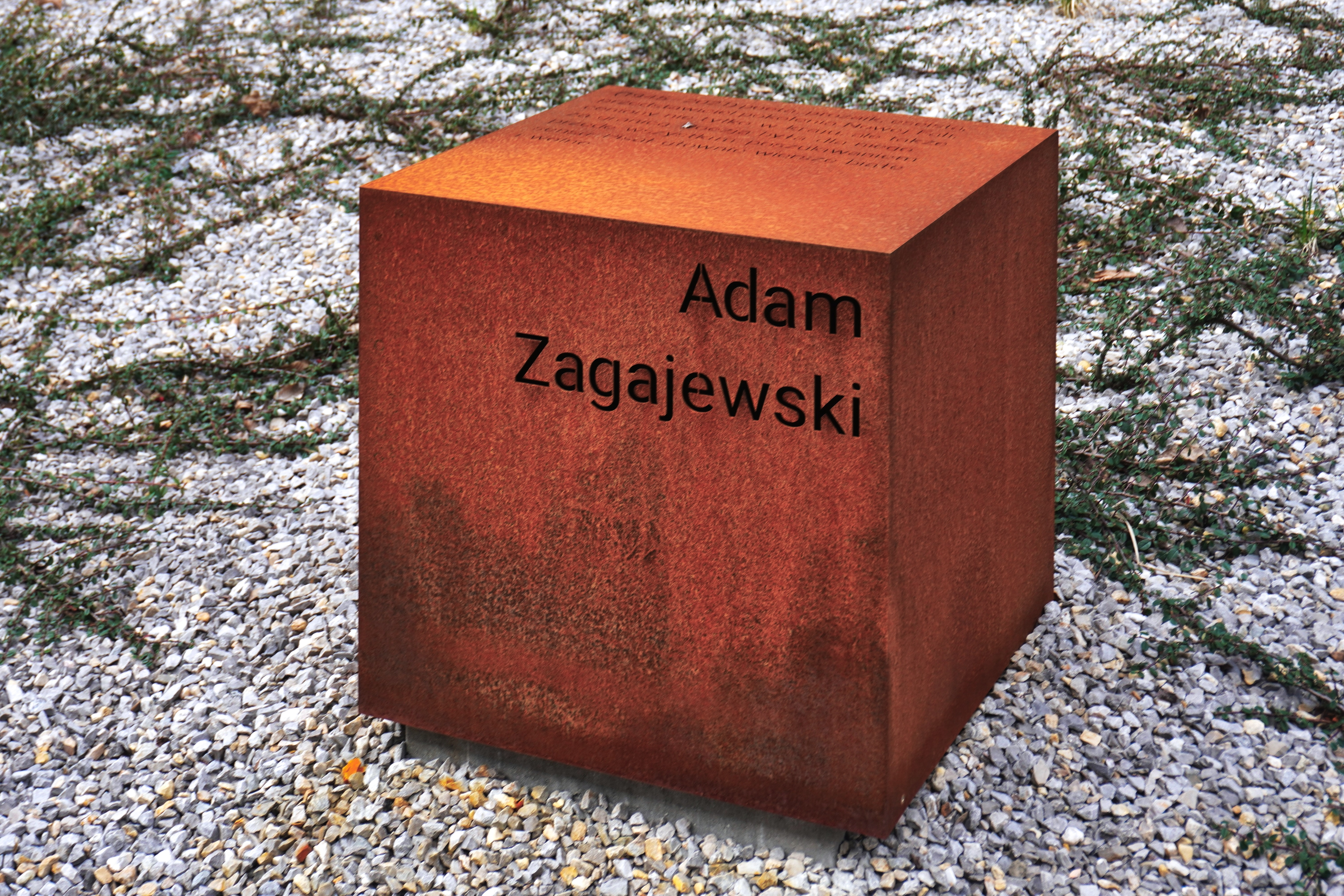
Pomnik-sześcian upamiętniający Adama Zagajewskiego przy ulicy Poetów na osiedlu Wizjonerów w Krakowie

Przy wejściu do kawiarni Nowa Prowincja w Krakowie od marca 2014 znajduje się Domofon poezji, na którym można odtworzyć nagranie poety czytającego własny wiersz.